# Développée

Développée comme lieu des centre de courbure : La développée (parabole semi-cubique, en rouge vermillon) de la parabole bleue est à la fois l'ensemble des centres des cercles osculateurs (rouge carmin) et l'enveloppe des normales (vertes).

Développée comme enveloppe des normales, ici la développée (en bleu) d'une ellipse (c'est l'image par une dilatation d'une astroïde).

En géométrie, la développée d'une courbe plane est le lieu de ses centres de courbure. On peut aussi la décrire comme l'enveloppe de la famille des droites normales à la courbe.

## Histoire
Apollonius (aux environs de  200 av. J.-C.) a discuté des développées dans le Livre V de ses Coniques. Cependant, Huygens est parfois crédité pour avoir été le premier à les étudier (1673). Huygens a formulé sa théorie des développées vers 1659 pour aider à résoudre le problème de la recherche de la courbe tautochrone, qui à son tour l'a aidé à construire un pendule isochrone. En effet, la courbe tautochrone est une cycloïde et la cycloïde a la propriété unique que sa développée est également une cycloïde. La théorie des développées, en fait, a permis à Huygens d'obtenir de nombreux résultats qui seront plus tard trouvés en utilisant l'algèbre.

## Développée d'une courbe paramétrique
On suppose la courbe suffisamment dérivable et birégulière. Si elle est paramétrée par l'abscisse curviligne sous la forme {\displaystyle {\vec {f}}(s)}, le centre de courbure s'obtient en posant
{\displaystyle {\vec {g}}(s)={\overrightarrow {O\Omega (s)}}={\vec {f}}(s)+\gamma (s)^{-1}{\vec {N}}(s)}
où {\displaystyle \Omega } est le centre de courbure, {\displaystyle \gamma } la courbure et {\displaystyle {\vec {N}}} le vecteur normal au point {\displaystyle {\vec {f}}(s)}.
Le vecteur dérivé de la développée est
{\displaystyle {\vec {g'}}(s)={\vec {f'}}(s)+\gamma (s)^{-1}{\vec {N'}}(s)-{\frac {\gamma '(s)}{\gamma (s)^{2}}}{\vec {N}}(s)=-{\frac {\gamma '(s)}{\gamma (s)^{2}}}{\vec {N}}(s)}
en utilisant les formules de Frenet. On vérifie ainsi que :
- les points stationnaires de la développée g correspondent aux points où la dérivée de la courbure de f s'annule, en particulier les sommets de f (points de courbure extrémale) ;
- entre deux tels points, la tangente à la développée g au point de paramètre s est la normale à la courbe f.

Pour {\displaystyle {\vec {f}}(t)=(x(t),y(t))^{\mathsf {T}}} et {\displaystyle {\vec {g}}=(X,Y)^{\mathsf {T}}} on obtient{\displaystyle X(t)=x(t)-{\frac {y'(t)\left(x'(t)^{2}+y'(t)^{2}\right)}{x'(t)y''(t)-x''(t)y'(t)}}}et{\displaystyle Y(t)=y(t)+{\frac {x'(t)\left(x'(t)^{2}+y'(t)^{2}\right)}{x'(t)y''(t)-x''(t)y'(t)}}.}

## Propriétés de la développée

La normale au point P est la tangente au centre de courbure C.

Afin de dériver les propriétés d'une courbe régulière, il est avantageux d'utiliser la longueur de l'arc {\displaystyle s} de la courbe donnée comme paramètre, car {\textstyle \left|{\vec {c}}'\right|=1} et {\textstyle {\vec {n}}'=-{\vec {c}}'/\rho } (voir formules de Frenet-Serret). D'où le vecteur tangent de la développée {\textstyle {\vec {g}}={\vec {f}}+\rho {\vec {n}}} est :{\displaystyle {\vec {g}}'={\vec {f}}'+\rho '{\vec {n}}+\rho {\vec {n}}'=\rho '{\vec {n}}\ .}
De cette équation on obtient les propriétés suivantes de la développée :
- Aux points avec {\displaystyle \rho '=0} la développée n'est pas régulière. Cela signifie qu'aux points de courbure maximale ou minimale (sommets de la courbe donnée) la développée a des cuspides (c'est ce qu'on observe sur les développées de parabole, d'ellipse, de cycloïde et de néphroïde).
- Pour tout arc de la développée qui n'inclut pas de cuspide, la longueur de l'arc est égale à la différence entre les rayons de courbure à ses extrémités. Ce fait conduit à une preuve simple du théorème de Tait-Kneser (en) sur l'emboîtement des cercles osculateurs[2].
- Les normales de la courbe donnée aux points de courbure non nulle sont des tangentes à la développée, et les normales de la courbe aux points de courbure nulle sont des asymptotes à la développée. Donc : la développée est l'enveloppe des normales de la courbe donnée.
- Aux sections de la courbe avec {\displaystyle \rho '>0} ou {\displaystyle \rho '<0} la courbe est une développante de sa développée. (Dans le diagramme : la parabole bleue est une développante de la parabole semi-cubique rouge, qui est en fait la développée de la parabole bleue).

- Deux courbes parallèles ont même développée.

## Exemples

### Développée d'une parabole
Pour la parabole avec la représentation paramétrique {\displaystyle (t,t^{2})} on obtient des formules au-dessus les équations :
{\displaystyle X=\cdots =-4t^{3}}{\displaystyle Y=\cdots ={\frac {1}{2}}+3t^{2}\,,}
qui décrit une parabole semi-cubique.

### Développée d'une ellipse

Développée (rouge) d'une ellipse.

Pour l'ellipse avec la représentation paramétrique {\displaystyle (a\cos t,b\sin t)} on obtient :
{\displaystyle X=\cdots ={\frac {a^{2}-b^{2}}{a}}\cos ^{3}t}
{\displaystyle Y=\cdots ={\frac {b^{2}-a^{2}}{b}}\sin ^{3}t\;.}
Ce sont les équations d'un astroïde non symétrique. Éliminer {\displaystyle t} conduit à la représentation implicite{\displaystyle (aX)^{\tfrac {2}{3}}+(bY)^{\tfrac {2}{3}}=(a^{2}-b^{2})^{\tfrac {2}{3}}\ .}

Cycloïde (bleu), son cercle osculateur (rouge) et sa développée (vert).

### Développée d'une cycloïde
Pour la cycloïde avec la représentation paramétrique {\displaystyle (r(t-\sin t),r(1-\cos t))} la développée sera : 
{\displaystyle X=\cdots =r(t+\sin t)}
{\displaystyle Y=\cdots =r(\cos t-1)}qui décrit une réplique transposée d'elle-même.

## Développées de quelques courbes
La développée

La développée du grand néphroïde (bleu) est le petit néphroïde (rouge).

- d'une parabole est une parabole semi-cubique (voir ci-dessus),
- d'une ellipse est un astroïde non symétrique (voir ci-dessus),
- d'une droite est un point à l'infini,
- d'un néphroïde est un néphroïde (moitié moins gros, voir schéma),
- d'un astroïde est un astroïde (deux fois plus grand),
- d'une cardioïde est une cardioïde (un tiers plus grande),
- d'un cercle est son centre,
- d'un deltoïde est un deltoïde (trois fois plus grand),
- d'une cycloïde est une cycloïde isométrique,
- d'une spirale logarithmique est la même spirale logarithmique,
- d'une tractrice est une chaînette.

## Courbe radiale
Une courbe avec une définition similaire est la radiale d'une courbe donnée. Pour chaque point de la courbe, on prend le vecteur du point au centre de courbure, qu'on translate de sorte qu'il commence à l'origine. Alors le lieu des points à la fin de tels vecteurs est appelé la radiale de la courbe. L'équation de la radiale est obtenue en supprimant les termes x et y de l'équation de la développée. Cela produit{\displaystyle (X,Y)=\left(-y'{\frac {{x'}^{2}+{y'}^{2}}{x'y''-x''y'}}\;,\;x'{\frac {{x'}^{2}+{y'}^{2}}{x'y''-x''y'}}\right).}